# Wilhelm Freiherr Marschall von Bieberstein
Wilhelm Pleickart Freiherr Marschall von Bieberstein (* 9. Mai 1890 in Berlin; † 31. Januar 1935 in Stettin) war ein deutscher Flieger und NS-Funktionär.

## Leben
Marschall von Bieberstein war ein Sohn des preußischen Staatsministers Adolf Marschall von Bieberstein (1842–1912) und der Marie-Luise von Gemmingen (1862–1949). Er heiratete 1927 Karola Freiin von Holzing-Berstett und war damit Schwager von Marie Luise Kaschnitz. Der Ehe entstammten drei Kinder.

### Jugend und Kriegszeit
Er war Freiherr und sogenannter Badischer Grundherr. Marschall von Bieberstein besuchte von 1903 bis 1906 zunächst das Berthold-Gymnasium in Freiburg, um dann bis 1909 das Dom-Gymnasium Merseburg zu besuchen, dass er mit Abitur abschloss. Danach wurde er als Offiziersanwärter und Fahnenjunker im 2. Badischen Dragoner-Regiment Nr. 21 in Bruchsal eingestellt, wo er 1910 sein Patent als Leutnant erhielt. Bei Beginn des Ersten Weltkrieges 1914 zog er mit der 2. Eskadron in die Kämpfe im Westen, später auch an die Fronten im Osten und auf dem Balkan. Zeitweise war er Ordonnanzoffizier bei der 28. Kavalleriebrigade.
Schon 1915 wurde er zum Oberleutnant befördert, trat dann aber zu den Luftstreitkräften über. Hier diente er in der Fliegerabteilung 68, in der sogenannten Brieftauben-Abteilung Ostende und im Bombengeschwader 1 der Obersten Heeresleitung. Insgesamt absolvierte er über 300 Feindflüge unter dem Kriegsnamen Emir und wurde 1917 Staffelführer.

### Nach dem Ersten Weltkrieg und Nationalsozialismus
Nach Ende des Krieges war er zunächst als Verkehrsflieger für die Deutsche Luft-Reederei tätig und unter anderem Besatzungsmitglied auf dem Überführungsflug am 19. März 1919 einer der drei ersten deutschen Verkehrsmaschinen vom Typ AEG G V, die nach Schweden verkauft worden waren.
Im weiteren Verlauf dieses Jahres nahm er an den Kämpfen im Baltikum, unter anderem als Kommandeur der Fliegerverbände der Armee von der Goltz-Avaloff sowie 1921 an den Kämpfen der Freikorps in Oberschlesien teil. Schon 1923 tritt Marschall von Bieberstein in die NSDAP ein und ist Teilnehmer des Hitlerputsches in München und wird 1924 Standartenführer der SA. Auch agierte er als Verbindungsoffizier zu Walter Buch. Der neu gegründeten NSDAP trat Bieberstein erneut zum 15. Juni 1925 bei (Mitgliedsnummer 7.779). 1925 wird er Führer des Schlageter-Gedächtnis-Bundes in Freiburg.
Eine größere Bekanntheit erlangt er als Flieger und Teilnehmer an der Chinesisch-Schwedischen Expedition von Sven Hedin 1928 bis 1929 nach Sinkiang. Im Anschluss wird er bis 1931 Führer der badischen SA und von 1930 bis 1933 als Nachrücker badischer Landtagsabgeordneter (für die NSDAP). Nach der Machtergreifung wurde Marschall von Bieberstein Führer der Untergruppe des DLV Berlin, einem Vorgänger des NSFK. Im darauf folgenden Jahr ist er stellvertretender Führer der Fliegerlandesgruppe X Brandenburg-Grenzmark des Deutschen Luftsportverbandes und als Flugkapitän Leiter des Flughafens in Königsberg.
Er starb bei einem Flugunfall in Stettin 1935 und wurde mit einem Staatsbegräbnis im Familiengrab der Marschall von Bieberstein in Neuershausen beigesetzt.

### Ehrung
Neben dem Staatsbegräbnis wurde Marschall von Bieberstein durch die Benennung einer Junkers Ju 52/3m der Lufthansa mit dem Kennzeichen D-ATAK nach ihm geehrt. Dieses Flugzeug stürzte schon 1936 bei Hannover wegen Vereisung ab.